# Hertogsdorp
Een hertogsdorp was ten tijde van het ancien régime een dorp dat niet tot een heerlijkheid behoorde, maar rechtstreeks onder de hertog viel.
De term komt vooral voor in het hertogdom Brabant.
Indien de hertog geld nodig had, kon hij de heerlijke rechten van een dergelijk dorp uitgeven aan een adellijk persoon die aldus heer of vrouwe  werd en leenman van de hertog.
Dit in tegenstelling tot heerlijkheden die uit een allodium voortkwamen en al in een veel eerder stadium een hogere bestuurslaag (graaf, hertog) als hun leenheer erkenden en als loon hun bezit in leen terugkregen.
In Staats-Brabant kwamen de hertogsdorpen na de Vrede van Münster (1648) direct onder de Staten-Generaal van de Republiek der Nederlanden en werden toen statendorpen genoemd.